# آی‌اچ‌آی کورپوریشن اف۷
آی‌اچ‌آی کورپوریشن اف۷ (به انگلیسی: IHI Corporation F7) یک موتور هواگرد ساختِ کارخانهٔ آی‌اچ‌آی در کشور ژاپن است.